# Louis Tellier
Pour les articles homonymes, voir Tellier.
Louis Tellier (24 décembre 1842-17 juin 1935) est un avocat, juge et homme politique fédéral du Québec.

## Biographie
Né à Berthier-en-Haut dans le Canada-Est, il fait ses études au Collège de Joliette. Il étudie le droit avec Louis François Georges Baby et avec Hubert W. Chagnon à Saint-Hyacinthe. Nommé membre du Barreau du Québec en 1866, il pratiqua le droit dans la région de Saint-Hyacinthe. En 1882, il devint membre du Conseil de la Reine. Entretemps, il fut procureur de la couronne de 1873 à 1878.
Il fait son entrée à la Chambre des communes en 1878 en tant que député du Parti conservateur dans la circonscription de Saint-Hyacinthe. Il a alors défait Honoré Mercier qui était le candidat libéral dans Saint-Hyacinthe. Défait par le Libéral Michel-Esdras Bernier en 1882, il est devenu juge de la Cour supérieure du Québec dans le district de Saint-Hyacinthe en 1887. Il fut transféré à Montréal en 1903 et prit sa retraite en 1915.
Louis Tellier est le frère de Sir Joseph-Mathias Tellier qui est le père de Maurice Tellier et le grand-père de Paul Tellier. Il est aussi le cousin germain de Raymond Tellier, le grand-père de Luc-Normand Tellier.